# 哈登费尔德
哈登费尔德是德国石勒苏益格－荷尔斯泰因州的一个市镇。总面积2.35平方公里，总人口125人，其中男性65人，女性60人（2011年12月31日），人口密度53人/平方公里。